# David Vidal
David Vidal Tomé (Portosín, La Coruña, 2 de agosto de 1950) es un entrenador de fútbol español. Actualmente está sin equipo.

## Trayectoria como jugador
Futbolista modesto que no pasó de la Segunda División, ocupaba la demarcación de defensa. Comenzó jugando en el Deportivo de La Coruña cuando Arsenio Iglesias, tras hacerle una prueba, le fichó. Después de dar muchas vueltas terminó asentándose en el Cádiz y en su ciudad, donde lleva ya más de 40 años.

## Trayectoria como entrenador
Inicios
Precisamente fue en el Cádiz donde comenzó su carrera como entrenador, primero en las categorías inferiores y como segundo entrenador y, en dos ocasiones desde 1986 hasta 1990, como entrenador del primer equipo. Coincidió con los años en los que Mágico González era jugador de este club.
Logroñés
Sus mejores resultados en la Primera División los obtuvo con el CD Logroñés, finalizando en décimo lugar en las temporadas 1990/91 y 1991/92. Fue destituido en la siguiente campaña, cuando el equipo se encontraba en las últimas posiciones de la clasificación.
Rayo Vallecano
Entrenó al Rayo Vallecano en la segunda mitad de la temporada 1993/94, que terminó con el descenso del equipo a la Segunda División. Permaneció en el mismo club ocho jornadas de la siguiente campaña.
Villarreal, Hércules y Compostela
Después de dirigir también en Segunda al Villarreal (al que salvó del descenso), al Hércules (que terminó como 11º clasificado) y al Compostela (siendo destituido tras 27 jornadas de Liga),  estuvo dos años sin equipo.
Real Murcia
Llegó al Real Murcia mediada la temporada 2001/02, lo salvó del descenso de categoría y la campaña siguiente logró ascenderlo a la Primera División, a pesar de lo cual el club decidió prescindir de sus servicios como entrenador de cara a la temporada 2003/04.
Las Palmas
El técnico gallego continuó su carrera en la Segunda División. Llegó a la Unión Deportiva Las Palmas ya comenzada la temporada 2003/04, pero fracasó en el objetivo de sacar al equipo amarillo de los puestos de descenso y fue destituido antes de que acabase la campaña.
UE Lleida
Dirigió al Lleida en las seis últimas jornadas de la temporada 2005/06, sin conseguir el objetivo de evitar su descenso a la Segunda División B.
Elche CF
Llegó al Elche CF con la misma misión en la temporada 2006/07 y, esta vez sí, lo dejó en la décima posición. En la campaña siguiente, el equipo se mantuvo en la zona media-alta de la clasificación. Sin embargo, un mal comienzo de la temporada 2008/09 provocó su destitución en la 7ª jornada.
Albacete
En la jornada 28 de la temporada 09/10, el Albacete Balompié, situado en puestos de descenso tras 11 partidos sin conocer la victoria, destituye a Julián Rubio y se hace con los servicios de David Vidal, quien logra guiar al equipo manchego hacia la permanencia. Pero, por diferencias económicas en la renovación del contrato, finalmente decide no continuar en el conjunto castellano-manchego.
En la jornada 24 de la temporada 10/11, el Albacete Balompié, tras una racha de cinco derrotas consecutivas, decide destituir a Antonio Calderón y relevarle por David Vidal para hacerse cargo del primer equipo, de nuevo, para llevar al conjunto manchego a la permanencia en Segunda División. Fue destituido seis jornadas después, tras conseguir solo 2 puntos en esos seis encuentros.
Xerez CD
Tras más de dos años alejado de los banquillos, el 12 de julio de 2013 se anuncia su llegada al Xerez Club Deportivo. Pero su estancia en el club azulino fue efímera porque, ante la complicada situación por la que atravesaba la entidad jerezana (descenso administrativo a Tercera División por impagos), abandonó la misma el 8 de agosto.
CD Guadalajara
En la temporada 2015/2016 se hizo cargo del CD Guadalajara en la jornada 31 de competición, al ser destituido Félix Arnáiz Lucas debido a la mala racha del equipo. Cesó en sus funciones como entrenador morado tras el descenso del CD Guadalajara del el grupo II de la Segunda División B de España a Tercera División, no siendo capaz de mantener al equipo alcarreño en la división de bronce.
Lorca Fútbol Club
En abril de 2017, se convierte en entrenador del Lorca Fútbol Club de la Segunda División B de España. Llega al club lorquino en la jornada 34, para intentar subir al club a la Segunda División, tras ser cesado Julio Algar debido a los malos resultados en las últimas jornadas, siendo el equipo colíder del grupo IV. El 27 de mayo de 2017, David Vidal consigue la hazaña de ascender al Lorca FC a Segunda División en el partido de vuelta contra el Albacete, siendo el resultado de 0-0 pero valiéndole el empate a 1-1 cosechado en Albacete. Pese a su exitoso paso por el equipo murciano, el Lorca Fútbol Club decide no renovarle el contrato a Vidal el 5 de junio de 2017, dejando al equipo ascendido a la categoría de plata del fútbol español.
Racing Murcia FC
En junio de 2019, se confirma que un clásico vuelve a los banquillos del fútbol español para dirigir al Racing Murcia FC, equipo de la Región de Murcia que milita en Preferente, después de dos años sin entrenar. El 6 de mayo de 2020, debido a la crisis sanitaria por el COVID-19, la competición se da por finalizada, ascendiendo el Racing Murcia a la Tercera División Murciana.
El 16 de octubre de 2020, llegó a un acuerdo para rescindir su contrato con el Racing Murcia FC, a falta de dos días para el comienzo de la temporada por motivos personales y de mutuo acuerdo con el club.

## Clubes

### Como entrenador
| Club              | País   | Año       |
| ----------------- | ------ | --------- |
| Cádiz CF          | España | 1982-1990 |
| CD Logroñés       | España | 1990-1994 |
| Rayo Vallecano    | España | 1994      |
| Villarreal CF     | España | 1995-1996 |
| Hércules CF       | España | 1997-1998 |
| SD Compostela     | España | 1999-2000 |
| Real Murcia       | España | 2002-2003 |
| U. D. Las Palmas  | España | 2003-2004 |
| UE Lleida         | España | 2006      |
| Elche CF          | España | 2007-2010 |
| Albacete Balompié | España | 2010-2011 |
| Xerez CD          | España | 2013      |
| CD Guadalajara    | España | 2016      |
| Lorca Fútbol Club | España | 2017      |
| Racing Murcia FC  | España | 2019-2020 |